# Lauren Bacall

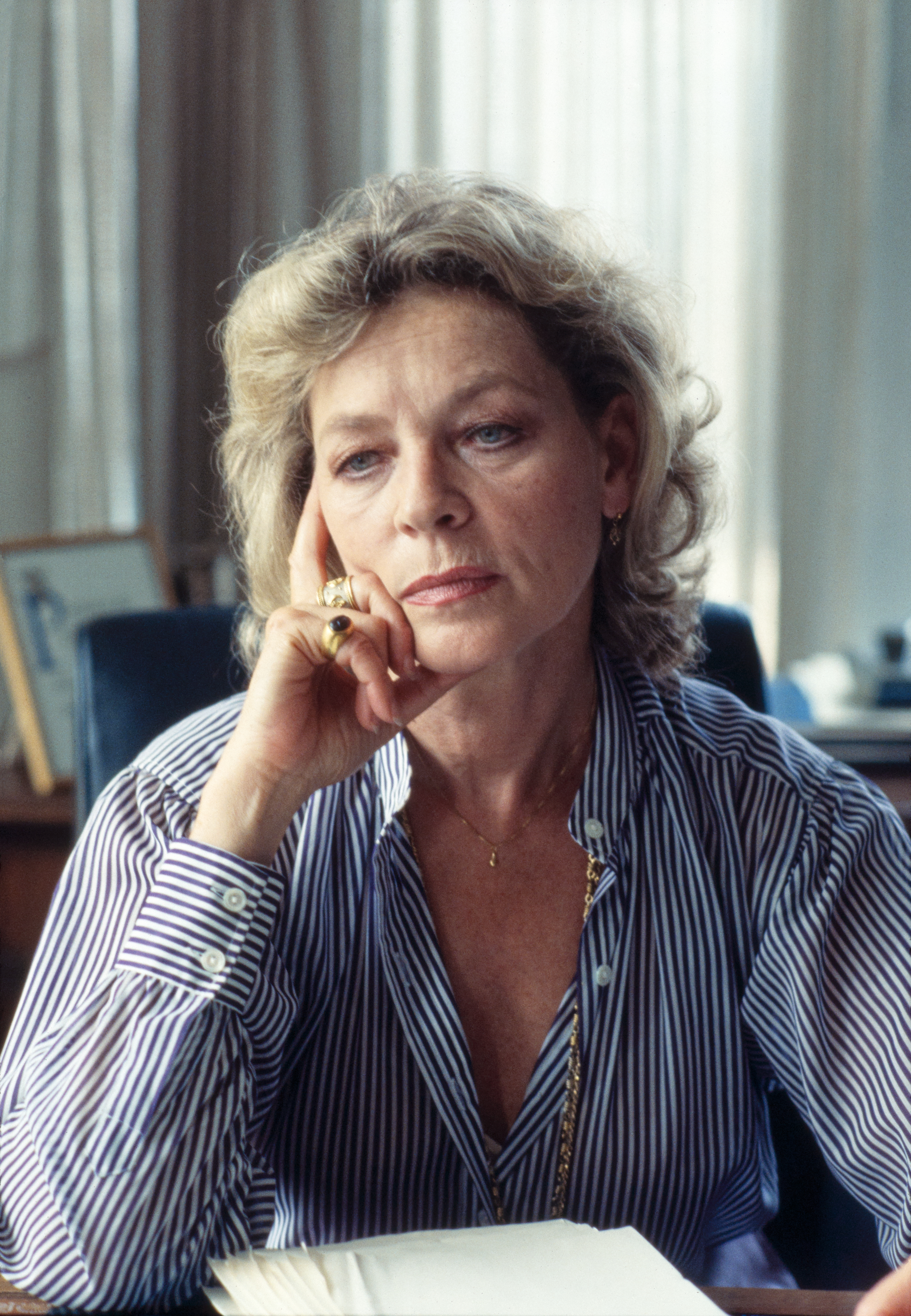
Lauren Bacall (1970er Jahre)

Lauren Bacall [ˌlɔrən bəˈkɔːl] (* 16. September 1924 in der Bronx, New York, als Betty Joan Perske; † 12. August 2014 in Manhattan, New York) war eine US-amerikanische Schauspielerin.
Sie zählte zu den Leinwandlegenden der „goldenen Ära“ Hollywoods und spielte während ihrer 68 Jahre langen Karriere an der Seite von Stars wie John Wayne, Rock Hudson, Gary Cooper, Marilyn Monroe, Tony Curtis, Kirk Douglas und ihrem Ehemann Humphrey Bogart. Zu ihren berühmtesten Filmen gehören ihr Leinwanddebüt Haben und Nichthaben (1944), die Thriller Tote schlafen fest (1946) und Gangster in Key Largo (1948), die Liebeskomödie Wie angelt man sich einen Millionär? (1953) sowie der Film Liebe hat zwei Gesichter (1996), für den sie den Golden Globe und eine Oscar-Nominierung erhielt.
In den 1970er Jahren feierte Bacall außerdem große Erfolge als Theaterschauspielerin am Broadway. Für ihre Darstellungen in den Musicals Applause und Woman of the Year wurde sie mit dem Tony Award ausgezeichnet. Das American Film Institute wählte sie 1999 auf Platz 20 der 25 größten weiblichen Filmstars. 2009 erhielt sie den Ehrenoscar für ihr Lebenswerk.

## Leben und Wirken

### Frühe Jahre
Lauren Bacall wurde am 16. September 1924 als einziges Kind von William Perske (* 1889 als Wulf Persky in Rahway; † 1982 in Chevy Chase) und Natalie Weinstein (* 1901 in Iași, Königreich Rumänien; † 1972 in Brooklyn), beide jüdisch, in der Bronx geboren. Ihre deutsch-rumänische Mutter war bereits als Kleinkind mit den Großeltern, Maximillian und Sophie Weinstein, in die Vereinigten Staaten gekommen. Die Vorfahren ihres Vaters stammten aus Waloschyn im heutigen Belarus und zum Teil aus Frankreich; Bacalls Cousin väterlicherseits war der israelische Spitzenpolitiker und ehemalige Staatspräsident Schimon Peres.
Die ersten Lebensjahre verbrachte Bacall in Brooklyn. Ihre Eltern ließen sich scheiden, als sie sechs Jahre alt war. Fortan lebte sie mit ihrer Mutter, die als Sekretärin arbeitete, bei den Großeltern in Manhattan. Der Kontakt zum Vater brach endgültig ab. Natalie Perske ließ sowohl ihren als auch den Familiennamen ihrer Tochter in Bacal, die rumänische Version ihres Geburtsnamens Weinstein, ändern. Später wurde daraus Bacall, um die Aussprache zu erleichtern.
Mit finanzieller Unterstützung eines wohlhabenden Onkels besuchte Bacall die private Mädchenschule Highland Manor in Tarrytown, wo sie sich in der Theatergruppe engagierte. Später ging sie auf die Julia Richman High School in Manhattan und arbeitete ab ihrem 16. Lebensjahr nebenbei als Model. Während ihrer Schulzeit träumte sie zunächst davon, professionelle Tänzerin zu werden, entschied sich dann jedoch für die Schauspielerei und schrieb sich für ein Jahr an der New Yorker American Academy of Dramatic Arts ein. Dies ermöglichte es ihr, erste Bühnenerfahrungen in einigen Off-Broadway-Produktionen zu sammeln.
Neben dem Schauspielstudium arbeitete sie als Platzanweiserin im St. James Theater. Der Theaterkritiker George Jean Nathan kürte sie in einem seiner Artikel für das Esquire Magazine zur „hübschesten Platzanweiserin“ Manhattans. „Das hat mir wirklich geschmeichelt. Die Aufmerksamkeit von jemandem zu erringen – irgendjemandem –, der in Theaterkreisen angesehen war, das war schon etwas. Es verschaffte mir keine Rolle, aber es konnte auch nicht schaden, und es war besser, als einfach in der Versenkung zu verschwinden“, erinnerte sich Bacall später.
Von März bis Mai 1942 gab Bacall ihr Broadway-Debüt in Rowland Browns Johnny 2 × 4 am Longacre Theatre. Im selben Jahr gewann sie die Wahl zur „Miss Greenwich Village“ und erhielt ihre erste große Rolle in George Simon Kaufmans Theaterstück Franklin Street, das jedoch schon bei der Probeaufführung in Washington D.C. floppte und der Schauspielerin deshalb nicht den ersehnten Durchbruch verschaffen konnte.

### Anfänge der Hollywood-Karriere

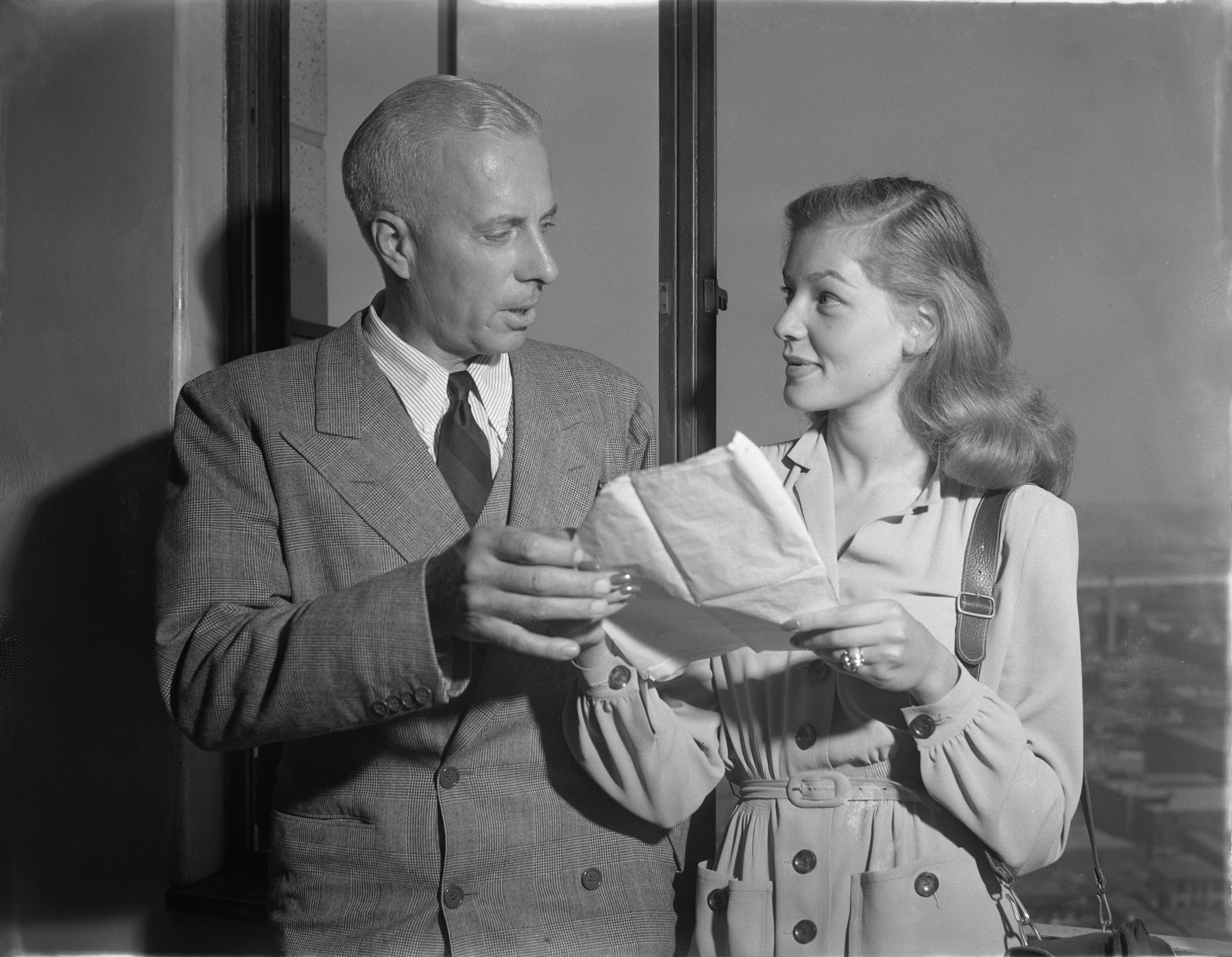
Lauren Bacall mit Howard Hawks (um 1943)

Einflussreiche Bekannte arrangierten 1942 ein Treffen zwischen Bacall und Diana Vreeland, damalige Moderedakteurin bei Harper’s Bazaar. Vreeland war hingerissen vom Aussehen der jungen Schauspielerin, und so schaffte Bacall es auf den Titel der Ausgabe des Magazins von März 1943. Nachdem der Hollywood-Regisseur Howard Hawks Bacalls Bild entdeckt hatte, lud er sie zu Probefilmaufnahmen ein. Bacall über Hawks: „Howard Hawks war es, der mein Leben verändert hat. Er war auf der Suche nach einem Mädchen, das er nach seinen Vorstellungen neu erfinden konnte, er wollte ein Sex-Symbol erschaffen und mich zu einem großen Star machen.“ Und Bacall war der Frauentyp, der Ende der 1930er und anfangs der 1940er in Hollywood gefragt war: starke Charaktere wie Bette Davis und Barbara Stanwyck definierten die klassische Frauenrolle neu; Frauen durften plötzlich kraftvoll und nicht nur einfach unergründlich sein. Um diesen Typ zu unterstreichen, nannte Bacall sich fortan nicht mehr Betty, sondern Lauren.
Sie wurde von Warner Bros. unter Vertrag genommen, und Howard Hawks besetzte sie in seinem Film Haben und Nichthaben (1944), der gleichzeitig Bacalls Leinwanddebüt markierte, als Femme Fatale an der Seite von Hollywood-Größe Humphrey Bogart. Bacall erinnerte sich später an ihre Angst während der ersten Szene, in der sie Bogart um Feuer für ihre Zigarette fragt: „Meine Hand zitterte. Mein Kopf wackelte. Die Zigarette zitterte. Ich fragte mich, was Howard wohl denken musste. Was mussten Bogart und die Crew denken? Es war grauenhaft. Die einzige Möglichkeit, meinen Kopf still zu halten, war ihn zu senken, das Kinn fast bis auf die Brust, und mit den Augen zu Bogart aufzublicken.“ Diese Haltung und dieser Blick wurden – neben Bacalls heiser klingender Stimme – bald zu ihren Markenzeichen auf der Leinwand.
Während der Dreharbeiten verliebten sich die damals 19-jährige Bacall und der 25 Jahre ältere Bogart ineinander, doch die Beziehung musste zunächst geheim gehalten werden, da Bogart noch mit der Schauspielerin Mayo Methot verheiratet war. Hawks, der bald von der Affäre seiner beiden Hauptdarsteller erfuhr, nutzte die Anziehungskraft zwischen Bogart und Bacall für seinen Film, indem er sie in noch mehr Szenen zusammen auftreten ließ. Haben und Nichthaben kam im Oktober 1944 in die US-amerikanischen Kinos und lockte das Filmpublikum, das sich von der Chemie zwischen Bacall und Bogart überzeugen wollte, in Scharen in die Vorstellungen. Nach der Scheidung von Methot heirateten Bogart und Bacall am 21. Mai 1945 auf einer Farm in Lucas County, Ohio.

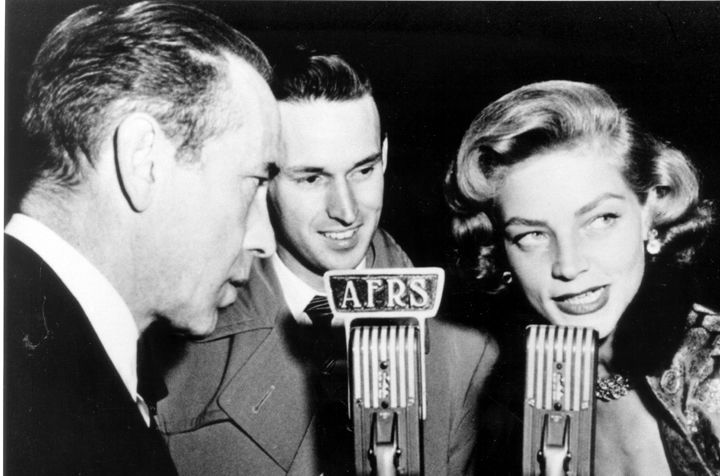
Bogart (links) und Bacall bei einem Interview mit Jack Brown von Armed Forces Radio Services während des Zweiten Weltkriegs

Im selben Jahr erschien Bacalls zweiter Film Jagd im Nebel an der Seite von Charles Boyer und Peter Lorre. In dem Film von Regisseur Herman Shumlin spielt Bacall eine englische Spionin, und sie musste sich für diese Rolle einen britischen Akzent aneignen. Später gab sie zu, dass ihr dies nicht besonders gut gelungen sei. Sie habe den Film nur gedreht, weil sie von Jack L. Warner in das Projekt gedrängt worden sei. Später wehrte sich Bacall erfolgreicher gegen Rollen, die ihr vom Filmstudio vorgeschrieben wurden, obwohl sie ihr nicht zusagten. „Wenn man nicht spielte, was das Studio von einem verlangte, wurde man suspendiert. Und ich wurde suspendiert! Ich hatte den Vertrag gebrochen. Studioboss Jack Warner hatte da eine einfache Philosophie: Ich bezahle sie, also wird sie verdammt noch mal machen, was ich von ihr will. Und er schickte mir schreckliche Drehbücher.“
In Tote schlafen fest (1946) arbeitete sie erneut mit Bogart und unter der Regie von Howard Hawks. Auch in Delmer Daves’ Die schwarze Natter (1947) und in John Hustons Gangster in Key Largo (1948) spielten Bacall und Bogart Seite an Seite. 1948 wurde Bacall schwanger, weshalb sie beruflich etwas kürzertrat, um sich um ihr und Bogarts erstes Kind, Steven Humphrey, kümmern zu können, der am 6. Januar 1949 geboren wurde.

### Karriere in den 1950/1960er Jahren
1950 wirkte Bacall zweimal unter der Regie von Michael Curtiz bei den Filmen Der Mann ihrer Träume mit Kirk Douglas und Doris Day sowie Zwischen zwei Frauen an der Seite von Gary Cooper und Patricia Neal mit.
Am 23. August 1952 kam Bacalls und Bogarts zweites Kind zur Welt. In ihrem ersten Film nach der Geburt von Tochter Leslie Howard spielte Bacall gemeinsam mit Marilyn Monroe und Betty Grable in Wie angelt man sich einen Millionär? (1953) von Regisseur Jean Negulesco. Mit ihm drehte sie ein Jahr später auch das Drama Die Welt gehört der Frau.

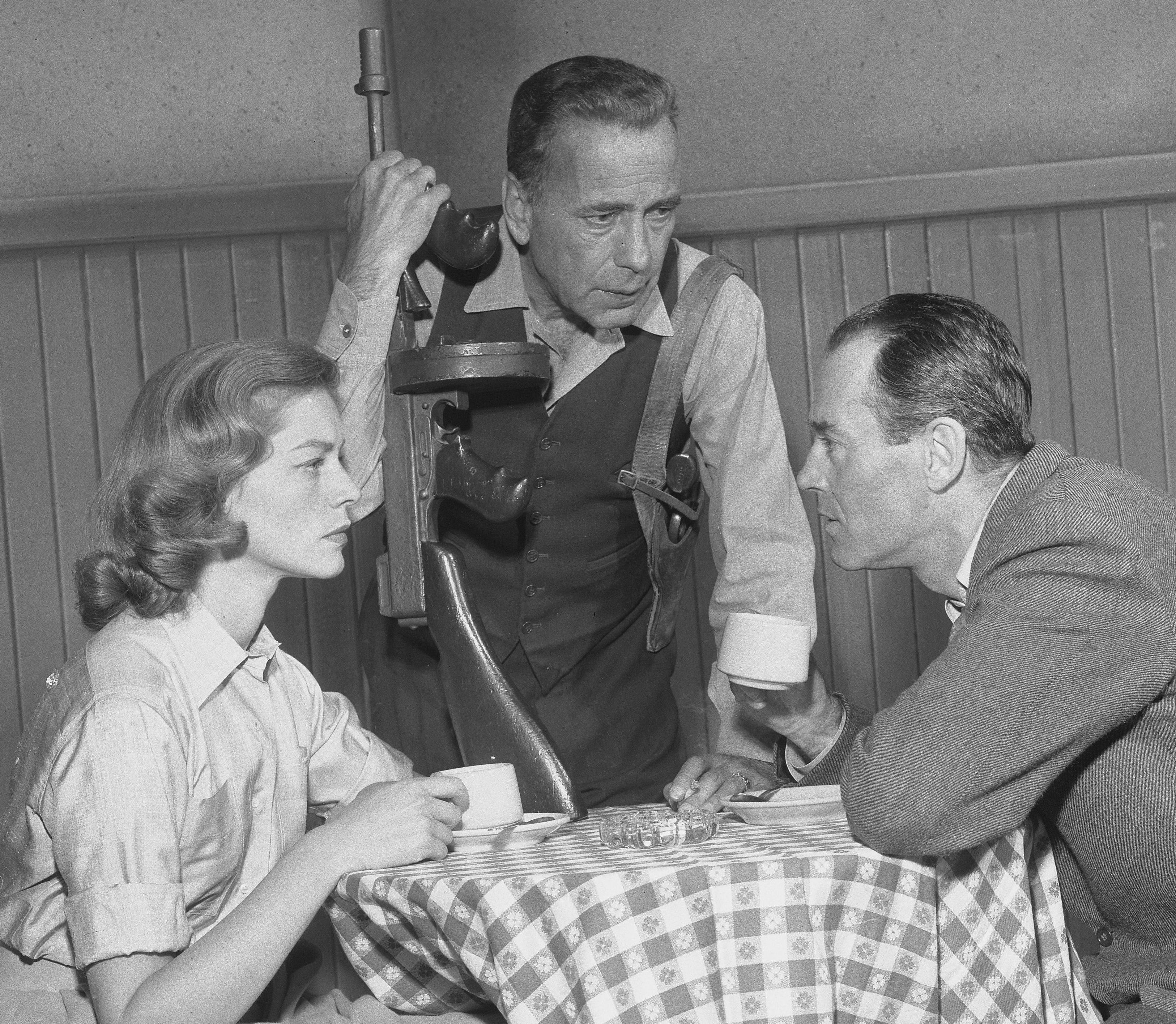
Bacall mit Humphrey Bogart und Henry Fonda (rechts) im Fernsehspiel Petrified Forest (1955)

1955 bekamen Bacall und Bogart das Angebot, die Hauptrollen in William A. Wellmans Abenteuerfilm Der gelbe Strom zu spielen. Während sich Bacall mit den Produzenten einigte, lehnte Bogart die Rolle des Capt. Wilder ab, da das Filmbudget für seine Gagenforderung in Höhe von 500.000 US-Dollar nicht ausreichte. Den Part an der Seite Bacalls übernahm schließlich John Wayne, und der Film feierte seine Weltpremiere am 1. Oktober 1955. Danach war Bacall mit Rock Hudson in der Romanverfilmung In den Wind geschrieben (1956) zu sehen.
Humphrey Bogart starb im Januar 1957 an Speiseröhrenkrebs in ihrem gemeinsamen Haus in Los Angeles. Bacall wurde mit 32 Jahren Witwe und alleinerziehende Mutter zweier Kinder im Alter von acht und vier Jahren. Später erinnerte sie sich: „Ich brauchte Jahre, um damit fertigzuwerden. Eigentlich bin ich bis heute nicht über seinen Tod hinweggekommen. Über solche Dinge kommt man nie hinweg.“
Einige Monate später ging sie eine kurze Affäre mit Frank Sinatra ein. Das Paar war auch kurze Zeit heimlich verlobt, Sinatra löste die Verbindung jedoch, nachdem die Presse davon erfahren hatte. Nach dem Tod ihres Ehemannes war Bacall erstmals mit Warum hab’ ich ja gesagt? (1957) wieder auf der Kinoleinwand zu sehen. Es folgten Geschenk der Liebe (1958) und der britische Abenteuerfilm Brennendes Indien (1959) von J. Lee Thompson.
Danach zog es Bacall zurück an die Ostküste, wo sie von Dezember 1959 bis März 1960 in dem Broadway-Stück Goodbye, Charlie am Lyceum Theatre auf der Bühne stand. In New York lernte die Schauspielerin ihren Kollegen Jason Robards kennen, den sie im Jahr 1961 heiratete. Ihr gemeinsamer Sohn Sam Robards kam am 16. Dezember 1961 zur Welt.
Auf der Kinoleinwand war Bacall in den 1960er Jahren nur sporadisch zu sehen. 1964 spielte sie in dem wenig beachteten Film Der Mörder mit der Gartenschere von Regisseur Denis Sanders und drehte mit Tony Curtis, Natalie Wood und Henry Fonda unter der Regie von Richard Quine die romantische Komödie … und ledige Mädchen. Schließlich war sie in Jack Smights Thriller Ein Fall für Harper (1966) zu sehen.
Von Dezember 1965 bis November 1968 gab Bacall über 1000 Vorstellungen als Stephanie Dickinson in dem Broadway-Stück Cactus Flower, das später mit Ingrid Bergman und Walter Matthau in den Hauptrollen verfilmt wurde. 1969 wurden Bacall und Robards geschieden.

### Karriere in den 1970/1980er Jahren
Am 30. März 1970 feierte das Broadway-Musical Applause am New Yorker Palace Theatre seine Premiere. Bis Juli 1972 trat Bacall in über 800 Vorstellungen als Margo Channing auf und erhielt für diese Rolle den Tony Award als beste Hauptdarstellerin in einem Musical. In der Fernsehadaption des Stücks von 1973 übernahm Bacall abermals die Hauptrolle, die ihr eine Emmy-Nominierung einbrachte.
Im Jahr 1974 fanden die Dreharbeiten zur Verfilmung von Agatha Christies Kriminalroman Murder on the Orient Express in Europa statt. In dem Film spielte Bacall unter der Regie von Sidney Lumet in einem starbesetzten Schauspielensemble, dem u. a. auch Ingrid Bergman, Vanessa Redgrave, Sean Connery, Albert Finney, John Gielgud und Jacqueline Bisset angehörten. Mord im Orient-Expreß feierte seine Weltpremiere am 24. November 1974 in den Vereinigten Staaten. Mit ihrem Kollegen John Gielgud spielte Bacall 14 Jahre später erneut in einer Agatha Christie-Verfilmung: Rendezvous mit einer Leiche (1988).
In Don Siegels Western The Shootist – Der letzte Scharfschütze (1976) spielte Bacall an der Seite von John Wayne in seinem letzten Film, James Stewart und Ron Howard. Für die Rolle der Bond Rogers erhielt sie 1977 eine British-Academy-Film-Award-Nominierung als beste Hauptdarstellerin.
1978 war sie mit Ruth Gordon in dem Fernsehfilm Ladies mit weißer Weste nach dem Drehbuch von Nora Ephron und unter der Regie von Jackie Cooper zu sehen. An der Seite von James Garner war sie 1979 in einer Doppelfolge der Serie Detektiv Rockford – Anruf genügt erneut im Fernsehen zu sehen und erhielt für ihre Darstellung ihre zweite Nominierung für den Emmy.

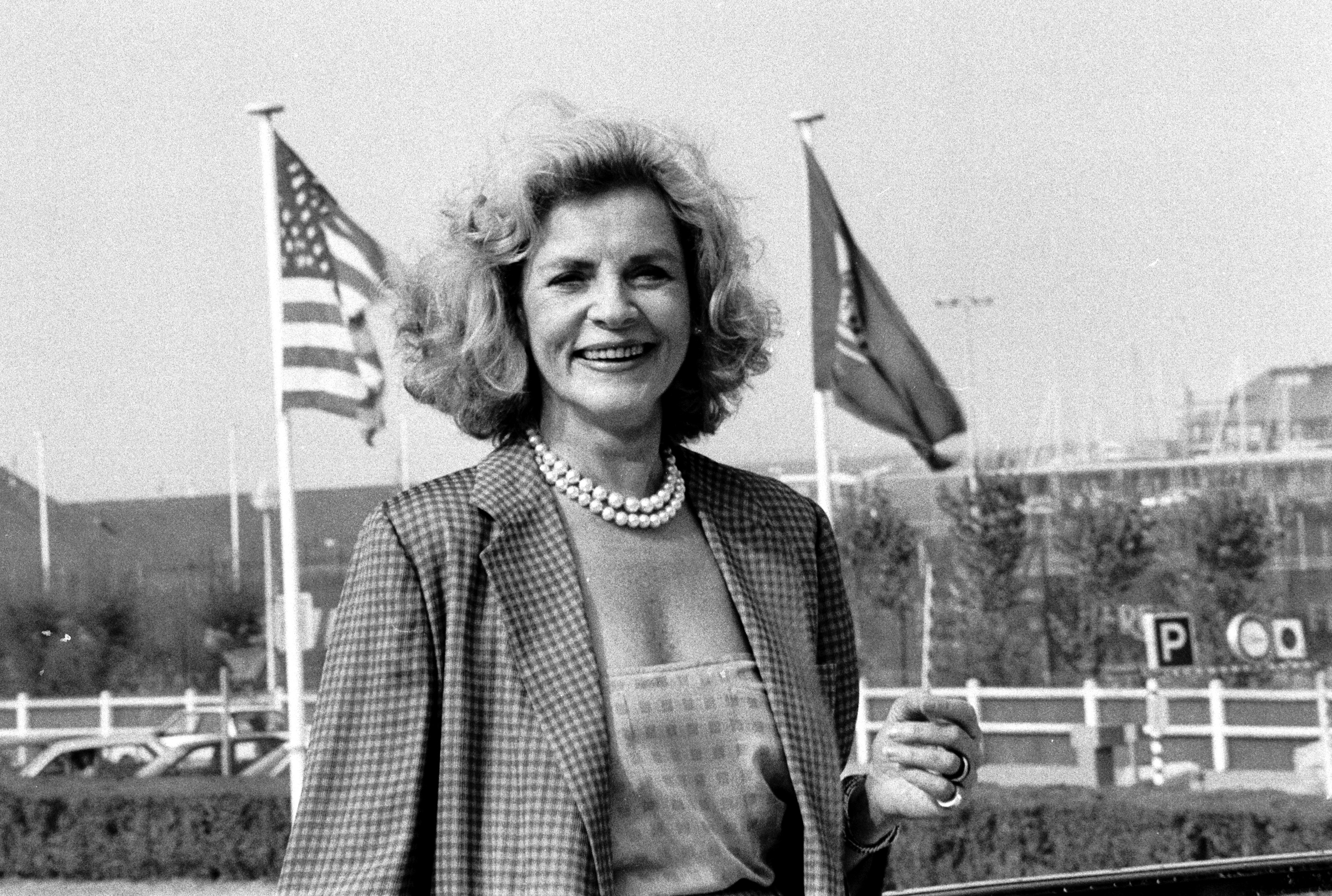
Lauren Bacall (1989)

Auf die Kinoleinwand kehrte sie mit Robert Altmans Der Gesundheits-Kongreß (1980) zurück, gefolgt von Edward Bianchis Der Fanatiker (1981). Von März 1981 bis März 1983 trat Bacall wieder am Broadway auf. Für ihre Rolle in dem Musical Woman of the Year gewann sie 1981 erneut einen Tony Award. Ende der 1980er drehte sie die Kinoproduktionen Mr. North – Liebling der Götter (1988) und Wahn des Herzens (1989) sowie die Fernsehfilme Dinner at Eight (1989) und Schatten über Sunshine (1990).
Schon bevor sie Ende der 1950er im Dakota Building Nachbarn wurden, war Lauren Bacall mit Leonard Bernstein befreundet. Zu seinem 70. Geburtstag 1988 in Tanglewood sang sie daher für ihn „The Saga of Lenny“ von Stephen Sondheim, eine Parodie auf Weill/Gershwins Lady in the Dark.

### Karriere ab 1990
In Rob Reiners Psychothriller Misery (1990) war sie neben Kathy Bates und James Caan in der Rolle einer Verlegerin zu sehen, und 1994 übernahm sie eine Nebenrolle in Robert Altmans Episodenfilm Prêt-à-Porter über den Pariser Modezirkus.
1996 spielte Lauren Bacall in Barbra Streisands romantischer Komödie Liebe hat zwei Gesichter die Mutter von Streisands Filmfigur Rose Morgan. Für ihre Darstellung der eitlen und überheblichen Hannah Morgan wurde Bacall von Filmkritikern gefeiert und mit zahlreichen Preisen geehrt, darunter eine Nominierung für den Oscar, die Auszeichnung mit dem Golden Globe als beste Nebendarstellerin und dem Screen Actors Guild Award.

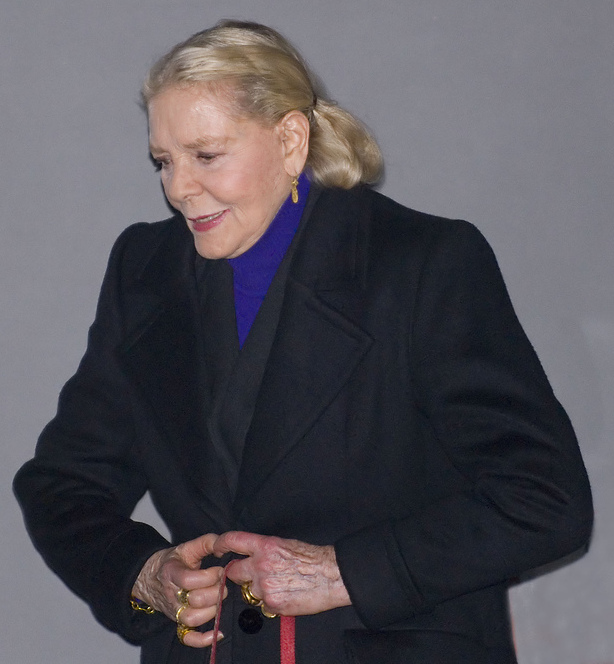
Lauren Bacall (2007)

Mit Jack Lemmon, James Garner und Dan Aykroyd drehte sie unter der Regie von Peter Segal die Komödie Ein Präsident für alle Fälle (1996) und stand noch einmal mit Kirk Douglas in Diamonds (1999) vor der Kamera. In Lars von Triers Dogville (2003) und Birth (2004) spielte sie an der Seite von Nicole Kidman. Von Trier holte sie auch für sein Drama Manderlay (2005) vor die Kamera. In The Walker (2007) von Regisseur Paul Schrader übernahm sie ebenfalls eine Nebenrolle. Gemeinsam mit Schrader, Moritz Bleibtreu und Willem Dafoe stellte sie den Film bei der Berlinale vor, wo er auch im Wettbewerb lief. In der Fernsehserie Die Sopranos hatte sie 2006 einen Gastauftritt neben Ben Kingsley, in dem die beiden sich selbst darstellen. Auch in Natalie Portmans Regiedebüt, dem Kurzfilm Eve (2008), war sie zu sehen.
Anfang September 2009 wurde der Schauspielerin der Ehrenoscar zugesprochen, den sie am 14. November 2009 erhielt.
In Interviews sagte Bacall über ihre andauernde Arbeit als Schauspielerin trotz ihres hohen Alters:

„Die Tatsache, dass ich arbeiten kann, ist sehr wichtig für mich. Ebenso die Tatsache, dass ich noch laufen und sprechen kann und noch zu etwas zu gebrauchen bin. Arbeit hält mich lebendig. Deshalb werde ich so lange weiterarbeiten, wie ich kann.“

„Man muss mich einfach fragen. Auf meinem Schreibtisch stapelt sich nicht gerade ein Überangebot an Anfragen. Wenn mich jemand will, lässt sich das meistens arrangieren. Und ich liebe die Arbeit. Immer noch. Wenn es danebengeht? Egal. Kein Weltuntergang. Aber der Prozess des Filmemachens ist für mich immer noch spannend.“

Am 12. August 2014 starb Bacall im Alter von 89 Jahren in ihrer Wohnung im Dakota Building in New York City an den Folgen eines Schlaganfalls.

## Filmografie
- 1944: Haben und Nichthaben (To Have and Have Not)
- 1945: Jagd im Nebel (Confidential Agent)
- 1946: Tote schlafen fest (The Big Sleep)
- 1947: Die schwarze Natter (Dark Passage)
- 1948: Gangster in Key Largo (Key Largo)
- 1950: Der Mann ihrer Träume (Young Man with a Horn)
- 1950: Zwischen zwei Frauen (Bright Leaf)
- 1953: Wie angelt man sich einen Millionär? (How to Marry a Millionaire)
- 1954: Die Welt gehört der Frau (A Woman’s World)
- 1955: Die Verlorenen (The Cobweb)
- 1955: Der gelbe Strom (Blood Alley)
- 1956: Morgen trifft es dich (Patterns)
- 1956: In den Wind geschrieben (Written on the Wind)
- 1957: Warum hab’ ich ja gesagt? (Designing Woman)
- 1958: Das Geschenk der Liebe (The Gift of Love)
- 1959: Brennendes Indien (North West Frontier)
- 1963: Stationsarzt Dr. Kildare (Dr. Kildare, Fernsehserie, eine Folge)
- 1964: Der Mörder mit der Gartenschere (Shock Treatment)
- 1964: … und ledige Mädchen (Sex and the Single Girl)
- 1966: Ein Fall für Harper (Harper)
- 1973: Applause (Fernsehfilm)
- 1974: Mord im Orient-Expreß (Murder on the Orient Express)
- 1976: Der letzte Scharfschütze (The Shootist)
- 1978: Ladies mit weißer Weste (Perfect Gentlemen, Fernsehfilm)
- 1979: Detektiv Rockford – Anruf genügt (The Rockford Files, Fernsehserie, zwei Folgen)
- 1980: Der Gesundheits-Kongreß (Health!)
- 1981: Der Fanatiker (The Fan)
- 1983: Parade of Stars (Fernsehfilm)
- 1988: Rendezvous mit einer Leiche (Appointment with Death)
- 1988: Mr. North – Liebling der Götter (Mr. North)
- 1989: Wahn des Herzens (Tree of Hands)
- 1989: Dinner at Eight (Fernsehfilm)
- 1989: Schatten über Sunshine (Little Peace of Sunshine, Fernsehfilm)
- 1990: Misery
- 1991: Mein Weihnachtswunsch (All I Want for Christmas)
- 1993: The Portrait (Fernsehfilm)
- 1993: Ein Stern für zwei (A Star for Two)
- 1993: Auf fremdem Felde (A Foreign Field)
- 1994: Prêt-à-Porter
- 1995: Claudia und das Geheimnis des Engels (From the Mixed-up Files of Mrs. Basil E. Frankweiler, Fernsehfilm)
- 1996: Liebe hat zwei Gesichter (The Mirror Has Two Faces)
- 1996: Ein Präsident für alle Fälle (My Fellow Americans)
- 1997: Der Tag und die Nacht (Le jour et la nuit)
- 1998: Chicago Hope – Endstation Hoffnung (Chicago Hope, Fernsehserie, zwei Folgen)
- 1999: Too Rich: The Secret Life of Doris Duke (Fernsehfilm)
- 1999: Diamonds
- 1999: The Venice Project
- 1999: Presence of Mind
- 2003: Dogville
- 2004: Gone Dark (The Limit)
- 2004: Das wandelnde Schloss (Hauru no Ugoku Shiro, Stimme)
- 2004: Birth
- 2005: Manderlay
- 2006: These Foolish Things
- 2006: Die Sopranos (The Sopranos, Fernsehserie, eine Folge)
- 2007: The Walker
- 2008: Eve (Kurzfilm)
- 2010: Wide Blue Yonder
- 2012: Ernest & Célestine (The Grey One, Stimme)
- 2012: Farben der Liebe (The Forger)
- 2014: Family Guy (Fernsehserie, eine Folge, Stimme)

## Theatrografie (Auswahl)
- 1942: Johnny 2X4
- 1942: Franklin Street
- 1959–1960: Goodbye, Charlie
- 1965–1968: Cactus Flower
- 1970–1972: Applause
- 1977: Wonderful Town
- 1981–1983: Woman of the Year
- 1985: Sweet Birth of Youth
- 1995: The Visit
- 1999–2000: Waiting in the Wings

## Auszeichnungen und Ehrungen
Academy Award („Oscar“)

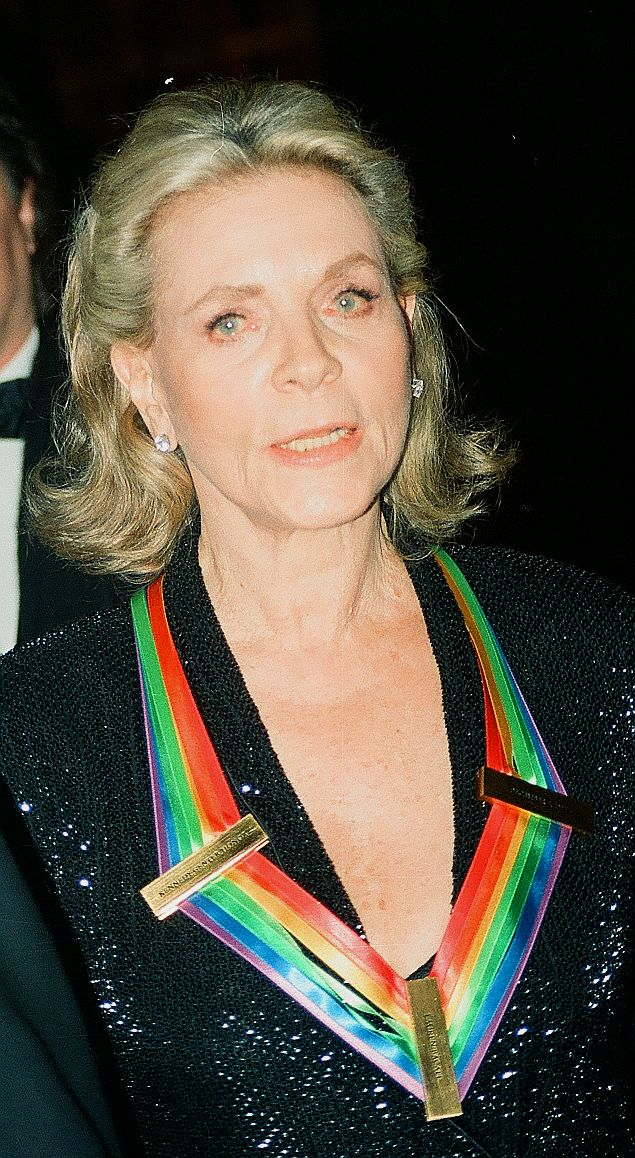
Lauren Bacall mit dem Kennedy-Preis (1997)

- 1997: Nominierung als beste Nebendarstellerin für Liebe hat zwei Gesichter
- 2009: Auszeichnung mit dem Ehrenoscar für ihr Lebenswerk

British Academy Film Award
- 1977: Nominierung als beste Hauptdarstellerin für Der letzte Scharfschütze
- 1997: Nominierung als beste Nebendarstellerin für Liebe hat zwei Gesichter

César
- 1996: Auszeichnung mit dem Ehrenpreis

Emmy Award
- 1973: Nominierung als beste Hauptdarstellerin für Applause
- 1980: Nominierung als beste Hauptdarstellerin in einer Drama-Serie für Detektiv Rockford – Anruf genügt
- 1988: Nominierung in der Kategorie Outstanding Informational Special für Bacall on Bogart

Golden Globe Award
- 1993: Cecil B. deMille Award für ihr Lebenswerk
- 1997: Auszeichnung als beste Nebendarstellerin für Liebe hat zwei Gesichter

National Board of Review Award
- 1991: Auszeichnung für ihr Lebenswerk
- 1994: Auszeichnung als bestes Schauspielensemble gemeinsam mit u. a. Marcello Mastroianni, Sophia Loren und Julia Roberts für Prêt-à-Porter

Satellite Award
- 1997: Nominierung als beste Nebendarstellerin in einer Komödie oder Musical für Liebe hat zwei Gesichter

Screen Actors Guild Award
- 1997: Auszeichnung als beste Nebendarstellerin für Liebe hat zwei Gesichter

Tony Award
- 1970: Auszeichnung als beste Hauptdarstellerin in einem Musical für Applause
- 1981: Auszeichnung als beste Hauptdarstellerin in einem Musical für Woman of the Year

Weitere Auszeichnungen
- 1958: Laurel Award (3. Platz) als beste Hauptdarstellerin in einer Komödie für Warum hab’ ich ja gesagt?
- 1960: Stern auf dem Hollywood Walk of Fame (1724 Vine Street)
- 1967: Wahl zur Woman of the Year von der Hasty Pudding Theatergesellschaft
- 1970: Drama Desk Award als beste Hauptdarstellerin für Applause
- 1992: Preis für ihr Lebenswerk beim Festival Internacional de Cine de Donostia-San Sebastián
- 1997: Broadcast Film Critics Association Award für ihr Lebenswerk
- 1997: Berlinale Kamera bei den Internationalen Filmfestspielen Berlin
- 1997: Auszeichnung für ihr Lebenswerk beim Palm Springs International Film Festival
- 1997: Kennedy-Preis
- 1998: Preis für ihr Lebenswerk beim Internationalen Filmfestival Karlovy Vary
- 1998: Aufnahme in die American Theater Hall of Fame
- 2000: Preis für das Lebenswerk beim Stockholm International Film Festival
- 2003: DIVA – Deutscher Entertainment Preis
- 2014: Benennung eines Asteroiden nach ihr: (5107) Laurenbacall

## Dokumentation
- Lauren Bacall – Die diskrete Verführerin. Regie: Pierre-Henry Salfati, ARTE F, Frankreich, 53 Minuten, 2017